# Giovanna Gagliardo
Giovanna Gagliardo (Monticello d'Alba, província de Cuneo 12 de desembre de 1943) és una directora de cinema i guionista italiana. La seva pel·lícula de 1982 Via degli specchi va ser presentada al 33è Festival Internacional de Cinema de Berlín. També és coneguda com a antiga parella (1968–80) del gran director de cinema hongarès Miklós Jancsó.

## Filmografia

### Directora
- Maternale - telefilm (1978)
- Il sogno dell'altro, episodi del film I giochi del diavolo - telefilm (1981)
- Via degli specchi (1983)
- Caldo soffocante (1991)
- Il riso e il pianto (1992)
- Bellissime 1 (2004)
- Bellissime 2 (2006)
- Vittime - Gli 'Anni di piombo' (2009)
- Venti anni (2012)

### Guionista
- L'assassino, d'Elio Petri (1961)
- Una stagione all'inferno, de Nelo Risi (1970)
- La pacifista, de Miklós Jancsó (1970)
- La tecnica e il rito, de Miklós Jancsó - telefilm (1972)
- Roma rivuole Cesare, de Miklós Jancsó - telefilm (1974)
- Vizi privati, pubbliche virtù, de Miklós Jancsó (1976)
- A zsarnok szíve, avagy Boccaccio Magyarországon, dE Miklós Jancsó (1981)